# Смітерс (Західна Вірджинія)
Смітерс (англ. Smithers) — місто (англ. city) в США, в округах Фаєтт і Кенова штату Західна Вірджинія. Населення — 754 особи (2020).

## Географія
Смітерс розташований за координатами 38°10′33″ пн. ш. 81°18′17″ зх. д. / 38.17583° пн. ш. 81.30472° зх. д. (38.175751, -81.304643).  За даними Бюро перепису населення США в 2010 році місто мало площу 1,31 км², з яких 1,30 км² — суходіл та 0,01 км² — водойми.

## Демографія
Згідно з переписом 2010 року, у місті мешкало 813 осіб у 405 домогосподарствах у складі 216 родин. Густота населення становила 622 особи/км².  Було 473 помешкання (362/км²).
Расовий склад населення:
| - 89,8 % — білих - 8,0 % — чорних або афроамериканців - 0,6 % — корінних американців |

До двох чи більше рас належало 1,6 %. Частка іспаномовних становила 0,7 % від усіх жителів.
За віковим діапазоном населення розподілялося таким чином: 17,1 % — особи молодші 18 років, 57,2 % — особи у віці 18—64 років, 25,7 % — особи у віці 65 років та старші. Медіана віку мешканця становила 49,8 року. На 100 осіб жіночої статі у місті припадало 85,2 чоловіків;  на 100 жінок у віці від 18 років та старших — 79,3 чоловіків також старших 18 років.
Середній дохід на одне домашнє господарство  становив 35 712 долари США (медіана — 28 333), а середній дохід на одну сім'ю — 41 400 доларів (медіана — 34 500). За межею бідності перебувало 33,2 % осіб, у тому числі 57,4 % дітей у віці до 18 років та 12,3 % осіб у віці 65 років та старших.
Цивільне працевлаштоване населення становило 389 осіб. Основні галузі зайнятості: освіта, охорона здоров'я та соціальна допомога — 25,4 %, роздрібна торгівля — 22,9 %, публічна адміністрація — 20,8 %.